# Yanick Kindler
Yanick Kindler (* 13. November 1995) ist ein ehemaliger Schweizer Unihockeyspieler. Er stand während seiner Nationalliga-A-Karriere für den Grasshopper Club Zürich sowie die Kloten-Bülach Jets unter Vertrag.

## Karriere
Kindler begann seine Karriere beim STV Melligen, wechselte aber später in den Nachwuchs der Grasshoppers. Bei den Grasshoppers durchlief er anschliessend sämtliche Juniorenstationen und debütierte 2016/17 in der ersten Mannschaft. Bereits in seiner ersten Saison konnte er mit den Grasshoppers den Schweizer Cup gewinnen.
Am 11. Mai 2017 gaben die Kloten-Bülach Jets den Transfer des Verteidigers bekannt. Kindler spielte zwei Jahre für den Verein.
Nach zwei Jahren bei den Kloten-Bülach Jets kehrte Kindler auf die Saison 2019/2020 wieder zu seinem Stammverein Grasshopper Club Zürich zurück, wo er nach zweii Saisons im Dress der Stadtzürcher seine Karriere endgültig beendete.

## Leben
Im September 2015 hat Kindler sein Studium der Humanmedizin an der Universität Zürich begonnen. 

## Erfolge
- Schweizer Cup: 2017